# Zaton, Velîka Bahacika
Zaton (în ucraineană Затон) este un sat în așezarea urbană Velîka Bahacika din regiunea Poltava, Ucraina.

## Demografie
Componența lingvistică a localității Zaton
     Ucraineană (94,61%)
     Rusă (5,39%)
Conform recensământului din 2001, majoritatea populației localității Zaton era vorbitoare de ucraineană (94,61%), existând în minoritate și vorbitori de rusă (5,39%).